# Langasandur
Langasandur is een dorp dat behoort tot de gemeente Sunda kommuna in het noordoosten van het eiland Streymoy op de Faeröer. Langasandur heeft 33 inwoners.
De Postcode is FO-438. Zoals de naam Langasandur al aantoont is er vlak bij het dorp een zandstrand maar het is wel niet zo lang als de naam zou kunnen doen vermoeden.

## Externe link

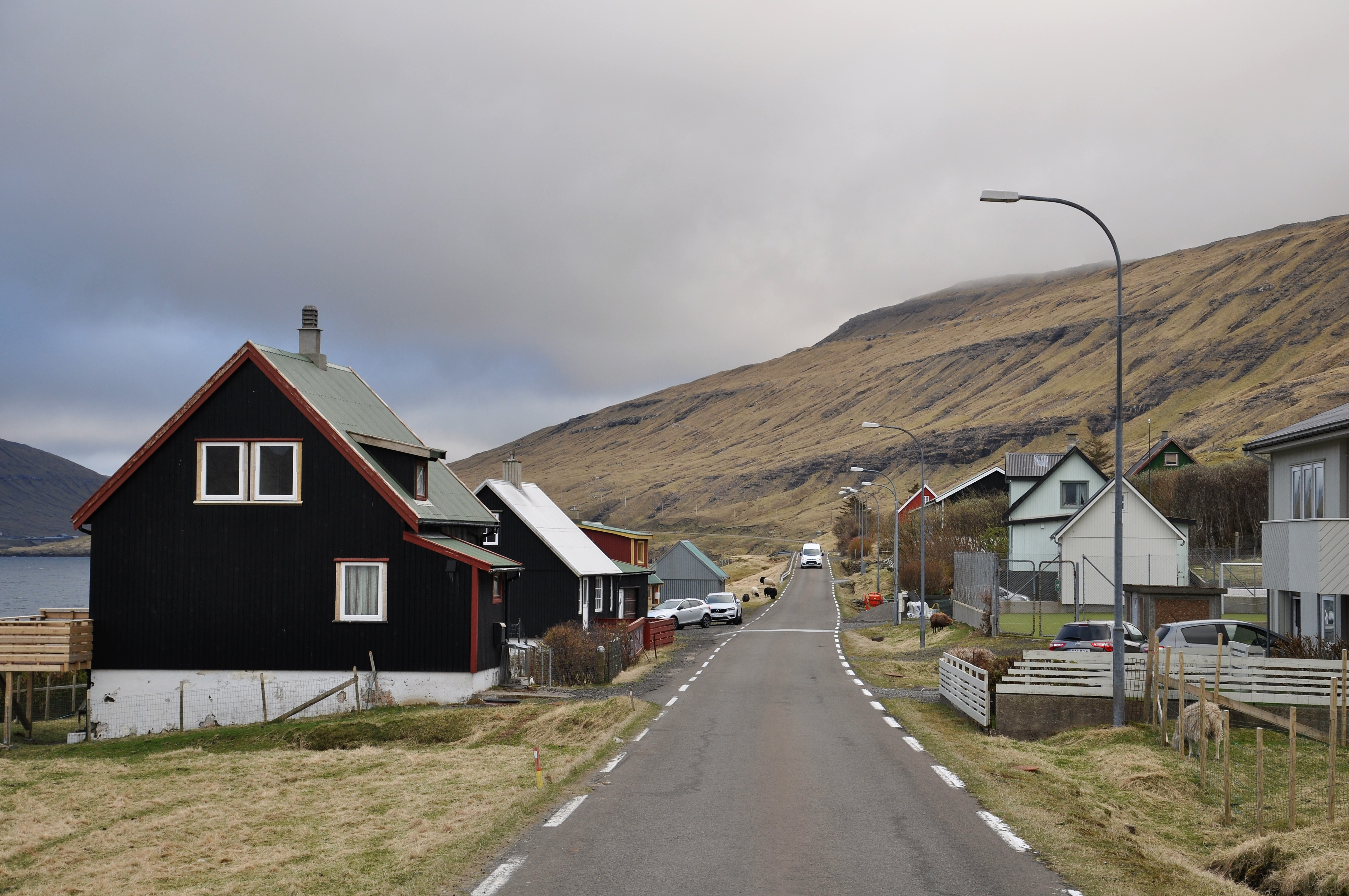
Langasandur gezien vanuit het noorden
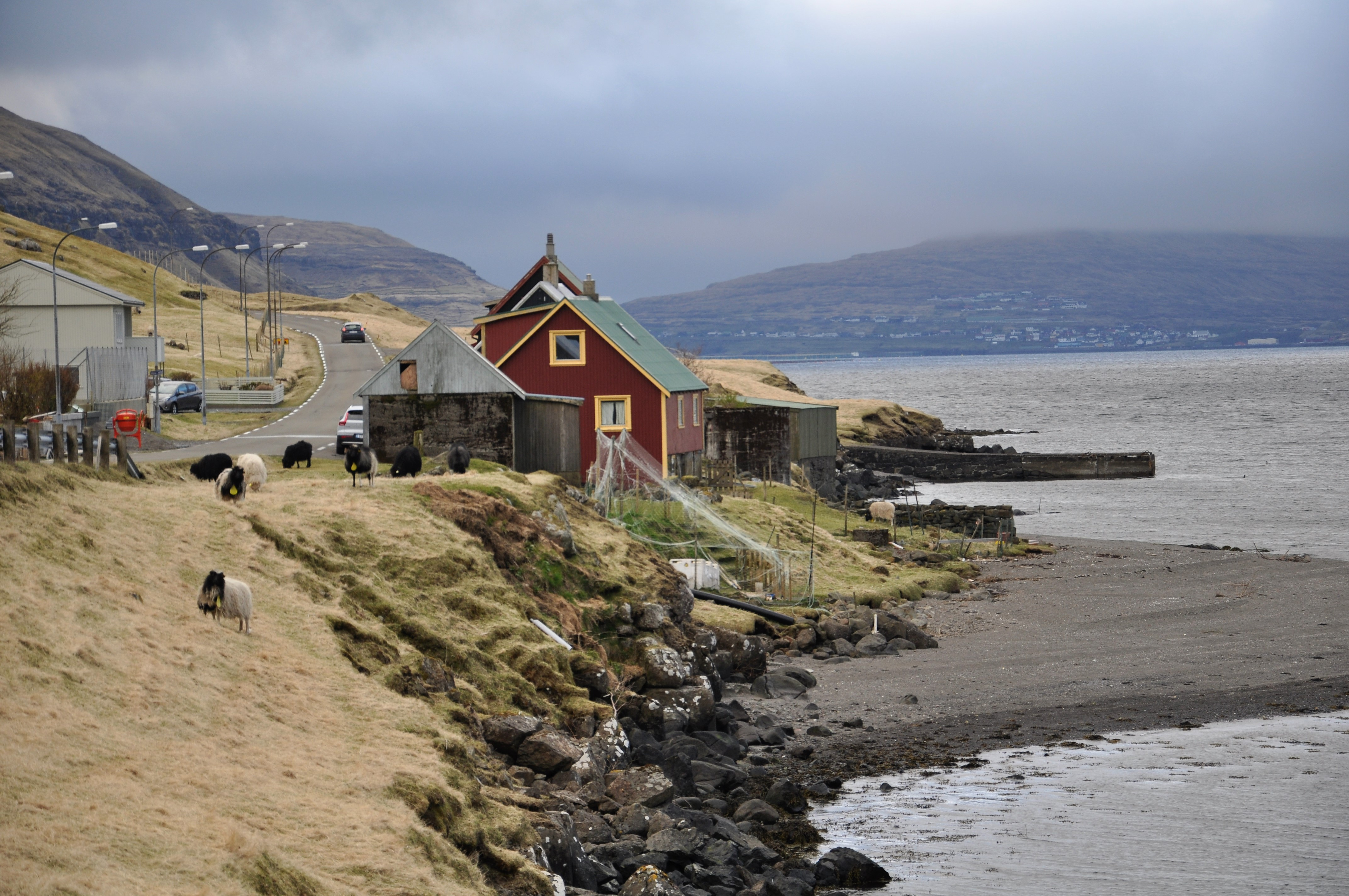
Langasandur met strand
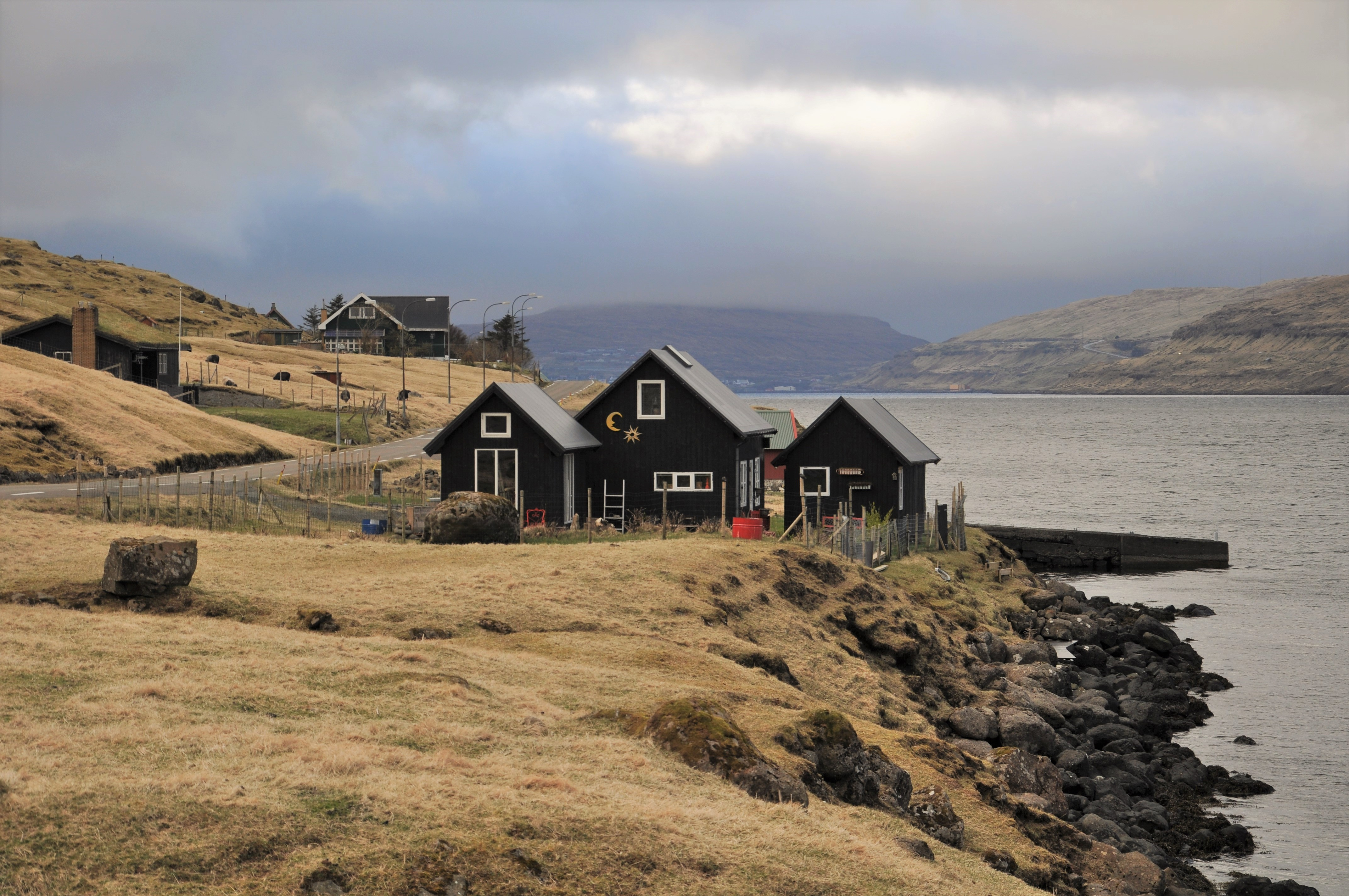
Huizen aan de zuidkant van het dorp